# Ictalurus ochoterenai
Ictalurus ochoterenai és una espècie de peix de la família dels ictalúrids i de l'ordre dels siluriformes.

## Distribució geogràfica
Es troba a Mèxic.